# Liste der Monuments historiques in Carignan
Die Liste der Monuments historiques in Carignan führt die Monuments historiques in der französischen Gemeinde Carignan auf.

## Liste der Immobilien
| Bezeichnung       | Beschreibung | Standort                                                                 | Kennzeichnung | Schutzstatus | Datum     | Bild           |
| ----------------- | --- | ------------------------------------------------------------------------ | ------------- | ------------ | --------- | -------------- |
| Kirche Notre-Dame | ehemalige Stiftskirche, im Kern aus dem 13. Jahrhundert, im 16. Jahrhundert umgestaltet und ab 1681 grundlegend erneuert; 1940 stark beschädigt, zwischen 1945 und 1973 unter Leitung von Yves-Marie Froidevaux, Robert Renard und Jean Rocard rekonstruiert; Buntglasfenster von Charles Marq; exemplarisch für den Wiederaufbau kriegszerstörter Kirchen in Frankreich | Carignan, place du Docteur Gairal (Lage)                                 | PA00078356    | Classé       | 1990      | weitere Bilder |
| Stadtbefestigung  | Gräben, Kurtinen, Bastionen und Kasematten sowie das Wachhaus der Porte de Bourgogne, 16. und 17. Jahrhundert | Carignan, rue des Rempart, chemin des Remparts, chemin des Fosses (Lage) | PA00078357    | Inscrit      | 1988 1994 | weitere Bilder |

## Liste der Objekte
| Bezeichnung                                            | Beschreibung                                                                                                 | Standort                                  | Kennzeichnung | Schutzstatus    | Datum     | Bild |
| ------------------------------------------------------ | --- | ----------------------------------------- | ------------- | --------------- | --------- | ---- |
| Drei Altäre                                            | Hauptaltar und zwei Seitenaltäre; Holz, farbig gefasst, 18. Jahrhundert; zugehörig PM08000647 bis PM08000649 | Wé, in der Kirche St-Pierre (Lage)        | PM08000093    | Classé          | 1967      |      |
| Skulptur Erzengel Michael                              | Holz, farbig gefasst, 18. Jahrhundert                                                                        | Wé, in der Kirche St-Pierre (Lage)        | PM08000647    | Classé          | 1967      |      |
| Skulptur Heilige Barbara                               | Holz, farbig gefasst, 18. Jahrhundert                                                                        | Wé, in der Kirche St-Pierre (Lage)        | PM08000648    | Classé          | 1967      |      |
| Skulpturengruppe: Engel                                | Holz, farbig gefasst und vergoldet, 18. Jahrhundert                                                          | Wé, in der Kirche St-Pierre (Lage)        | PM08000649    | Classé          | 1967      |      |
| Glocke                                                 | Bronze, 1663 gegossen; während des Ersten Weltkriegs zerstört                                                | Carignan, in der Kirche Notre-Dame (Lage) | PM08000645    | Classé gelöscht | 1908 1944 |      |
| Gemälde Mariä Himmelfahrt                              | Ölfarbe auf Leinwand, 18. Jahrhundert                                                                        | Carignan, in der Kirche Notre-Dame (Lage) | PM08000092    | Classé          | 1913      |      |
| Zwei Triptychen                                        | Ölfarbe auf Leinwand, 17. Jahrhundert                                                                        | Carignan, in der Kirche Notre-Dame (Lage) | PM08000090    | Classé          | 1913      |      |
| Gemälde Heiliger Gaugerich von Cambrai                 | Ölfarbe auf Leinwand, 1708 von Joseph Bourdin                                                                | Carignan, in der Kirche Notre-Dame (Lage) | PM08001194    | Inscrit         | 1988      |      |
| Skulptur Madonna mit Kind                              | Stein, 14. Jahrhundert                                                                                       | Carignan, in der Kirche Notre-Dame (Lage) | PM08000088    | Classé          | 1911      |      |
| Zwei Konsoltische                                      | Lindenholz, vergoldet, 18. Jahrhundert; im Départementsarchiv in Charleville-Mézières deponiert              | Carignan, in der Kirche Notre-Dame (Lage) | PM08000089    | Classé          | 1911      |      |
| Gemälde Kreuzigung                                     | Ölfarbe auf Leinwand, 18. Jahrhundert, von Joseph Bourdin                                                    | Carignan, in der Kirche Notre-Dame (Lage) | PM08000091    | Classé          | 1913      |      |
| Stele Merkur                                           | Kalkstein, 3. Jahrhundert; im Musée municipal de Sedan deponiert                                             | Carignan, in der Mairie (Lage)            | PM08000094    | Classé          | 1972      |      |
| Passions-Triptychon                                    | Ölfarbe auf Leinwand, 17. Jahrhundert; im Départementsarchiv in Charleville-Mézières deponiert               | Carignan, in der Kirche Notre-Dame (Lage) | PM08000096    | Classé          | 1978      |      |
| Zwei Skulpturen: Petrus und Paulus                     | Holz, farbig gefasst, 18. Jahrhundert                                                                        | Carignan, in der Kirche Notre-Dame (Lage) | PM08000838    | Inscrit         | 1974      |      |
| Zwei Skulpturen: Heiliger Martin und heiliger Remigius | Holz, farbig gefasst, um 1800                                                                                | Carignan, in der Kirche Notre-Dame (Lage) | PM08001297    | Inscrit         | 2010      |      |
| Zwei Kapitelle                                         | Kalkstein, 3. Jahrhundert; im Musée municipal de Sedan deponiert                                             | Carignan, in der Mairie (Lage)            | PM08000095    | Classé          | 1972      |      |